# 羔 (商朝先公)
羔见于殷墟甲骨卜辞。
胡光炜以“羔”以当文献中的“昌若”。朱芳圃以“羔”为“昌若”之缓读。闻一多却说羔即昭明（从昭省声）。杨树达认为：“然则羔当为何人乎？余疑盖殷始祖之帝喾也。”否定王国维以夒释帝喾。丁山读“羔”为喾。朱彦民认为，而岳字甲骨文不从羊，故释羔为非。唐兰也认为岳为“羔”，“羔字本作羙，像炮羊火上，变成 形，就误为岳字了。”他在注文里言称：“卜辞里所祀的羔即后世的‘岳’。”